# Zakałcze Wielkie
Zakałcze Wielkie (Duits: Groß Sackautschen; 1938-1945: Großsackau) is een plaats in het Poolse woiwodschap Ermland-Mazurië, in het district Gołdap. De plaats maakt deel uit van de landgemeente Banie Mazurskie.